# Condobolin
Condobolin est une ville australienne située dans la zone d'administration locale du Lachlan, dont elle est le chef-lieu, en Nouvelle-Galles du Sud.

## Géographie
Condobolin est établie dans la région du Centre-Ouest, sur le Lachlan à sa confluence avec la Goobang Creek, à 460 km à l'ouest de Sydney. Le mont Tilga s'élève au nord de la ville.

## Histoire
Avant l'arrivée des Européens, la région était habitée par les Aborigènes Wiradjuri.
La ville est officiellement fondée en 1859 et intégrée au sein du comté du Lachlan lors de la création de celui-ci en 1906.

## Démographie
La population s'élevait à 3 743 habitants en 2011 et à 3 486 habitants en 2016.